# Hylomecon hylomeconoides
Hylomecon hylomeconoides (sin. Chelidonium hylomeconoides), trajnica iz porodice makovki nekada uključivana u rod rosopasa (Chelidonium). Endem s Korejskog poluotoka. Raste na visinama od 90 do 1320 m.
Naraste od 17.5 do 30 cm. Cvijet je žut.

## Sinonimi
- Chelidonium hylomeconoides (Nakai) Ohwi; Bull. Natl. Sci. Mus., Tokyo 33: 73 (1953)
- Coreanomecon hylomeconoides Nakai; Journ. Jap. Bot. 11: 151 (1935)